# Liebshausen

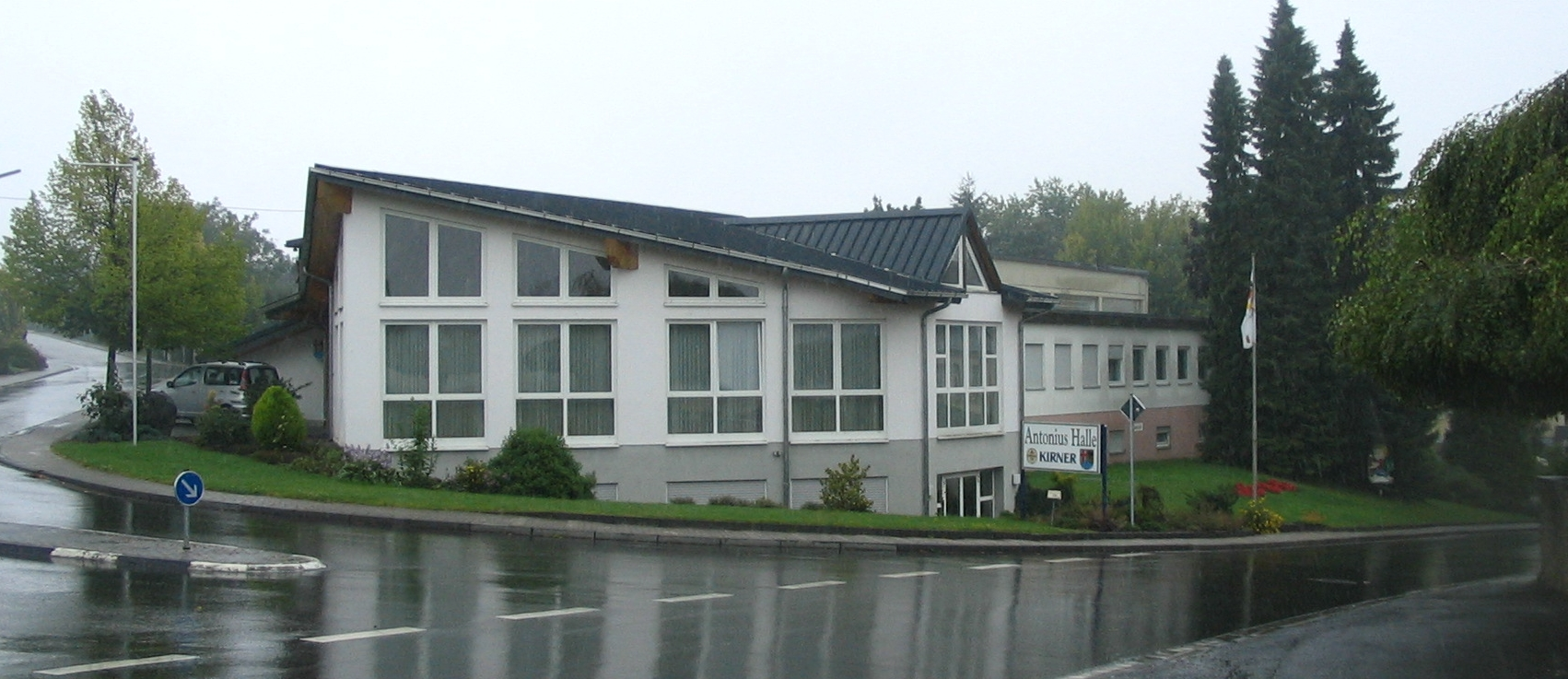
Antoniushalle Liebshausen

Liebshausen ist eine Ortsgemeinde im Rhein-Hunsrück-Kreis in Rheinland-Pfalz. Sie gehört der Verbandsgemeinde Simmern-Rheinböllen an.

## Geographie
Liebshausen liegt im Hunsrück nordöstlich der Kreisstadt Simmern.
Zu Liebshausen gehört auch der Wohnplatz Jagdhaus.
Nachbarorte von Liebshausen sind die Ortsgemeinden Perscheid und Breitscheid im Nordosten, die Stadt Rheinböllen im Südosten sowie die Ortsgemeinden Mörschbach im Süden, Benzweiler im Südwesten, Steinbach und Kisselbach im Nordwesten.

## Geschichte
Die ältesten Besiedlungsspuren befinden sich rund 1,1 km nördlich von Liebshausen in der Flur Schimburg. Eine Siedlungsruine, die in der Bevölkerung als Altes Kloster beschrieben wurde, konnte im Jahr 2004 durch den Archäologieverein ARRATA e. V. als eine römerzeitliche Siedlung „entziffert“ und vermessen werden.
Liebshausen wurde im Jahre 1006 erstmals urkundlich als „Liobeshuson“ bei der Einweihung der Kirche in Mörschbach erwähnt. Nach der Zugehörigkeit zu verschiedenen Herrschaften kam der Ort 1312 für einige Jahrhunderte zu Kurtrier.
Nach der Besetzung des Linken Rheinufers durch französische Revolutionstruppen (1794) wurde der Ort französisch und gehörte von 1798 bis 1814 zur Mairie Wiebelsheim im Kanton Bacharach des Arrondissements Simmern im Rhein-Mosel-Departement. Nach der Niederlage Napoleons wurde die Region 1815 auf dem Wiener Kongress dem Königreich Preußen zugeordnet.
Liebshausen (damals Lipshausen) galt gegen Ende des 18. Jahrhunderts als ein beliebter Unterschlupf von Räubern und Pferdedieben. Dort hielt sich der Räuber Philipp Ludwig Ernst Mosebach („Jäger-Philipp“), der gescheiterte Sohn eines Pfarrers und Anführer der „Hunsrück-Bande“, auf. Mosebach wurde in Koblenz hingerichtet. Auch der Räuber Schinderhannes kam zu Beginn seiner verbrecherischen Laufbahn nach Liebshausen, wo er Mitte 1797 bei einer Wirtshausschlägerei durch einen Flintenschuss verletzt wurde.
Nach dem Ersten Weltkrieg zeitweise französisch besetzt und nach dem Zweiten Weltkrieg der französischen Besatzungszone zugeordnet, ist der Ort seit 1946 Teil des damals neu gebildeten Landes Rheinland-Pfalz.
Bevölkerungsentwicklung
Die Entwicklung der Einwohnerzahl von Liebshausen, die Werte von 1871 bis 1987 beruhen auf Volkszählungen:
| Jahr | Einwohner |
| ---- | --------- |
| 1815 | 260       |
| 1835 | 371       |
| 1871 | 356       |
| 1905 | 352       |
| 1939 | 400       |
| 1950 | 411       |
| 1961 | 378       |

| Jahr | Einwohner |
| ---- | --------- |
| 1970 | 424       |
| 1987 | 345       |
| 2005 | 523       |
| 2011 | 498       |
| 2017 | 492       |
| 2023 | 513       |

## Politik

### Gemeinderat
Der Gemeinderat in Liebshausen besteht aus acht Ratsmitgliedern, die bei der Kommunalwahl am 9. Juni 2024 in einer Mehrheitswahl gewählt wurden, und der ehrenamtlichen Ortsbürgermeister als Vorsitzendem. Bis 2014 gehörten dem Gemeinderat zwölf Ratsmitglieder an.

### Bürgermeister
Matthias Merscher ist Ortsbürgermeister von Liebshausen. Da für die Direktwahl am 26. Mai 2019 kein Wahlvorschlag eingereicht wurde, oblag die Neuwahl des Bürgermeisters gemäß rheinland-pfälzischer Gemeindeordnung dem damaligen Rat, der Matthias Merscher wiederwählte. Bei der Direktwahl am 9. Juni 2024 wurde er als einziger Bewerber mit einem Stimmenanteil von 84,3 % für weitere fünf Jahre in seinem Amt bestätigt.

## Bauwerke
In der Denkmalliste des Landes Rheinland-Pfalz (Stand: 2024) wird die Katholische Filialkirche Hl. Antonius Eremit in der Hauptstraße, errichtet 1821 bis 1825, Glockenturm von 1873 und Langhausneubau von 1950, als Kulturdenkmal ausgewiesen.

## Wirtschaft und Infrastruktur
Liebshausen liegt an der Landesstraße 214. Etwa ein Kilometer östlich verläuft parallel die Autobahn 61, die nächsten Anschlussstellen sind Simmern und Laudert.